# Jiwansingh Sheombar
Jiwansingh Sheombar (district Suriname, 15 april 1957 — Paramaribo, 8 december 1982) was een Surinaams militair. Hij werd op 25-jarige leeftijd een van de slachtoffers van de Decembermoorden.
Sheombar werd geboren in het district Suriname (thans Wanica) en na de MULO te hebben afgerond ging hij het leger in. Later ging Sheombar naar Nederland om daar een opleiding bij de infanterie te volgen. In zijn vaderland werd in februari 1980 met de Sergeantencoup onder leiding van Desi Bouterse de regering afgezet.

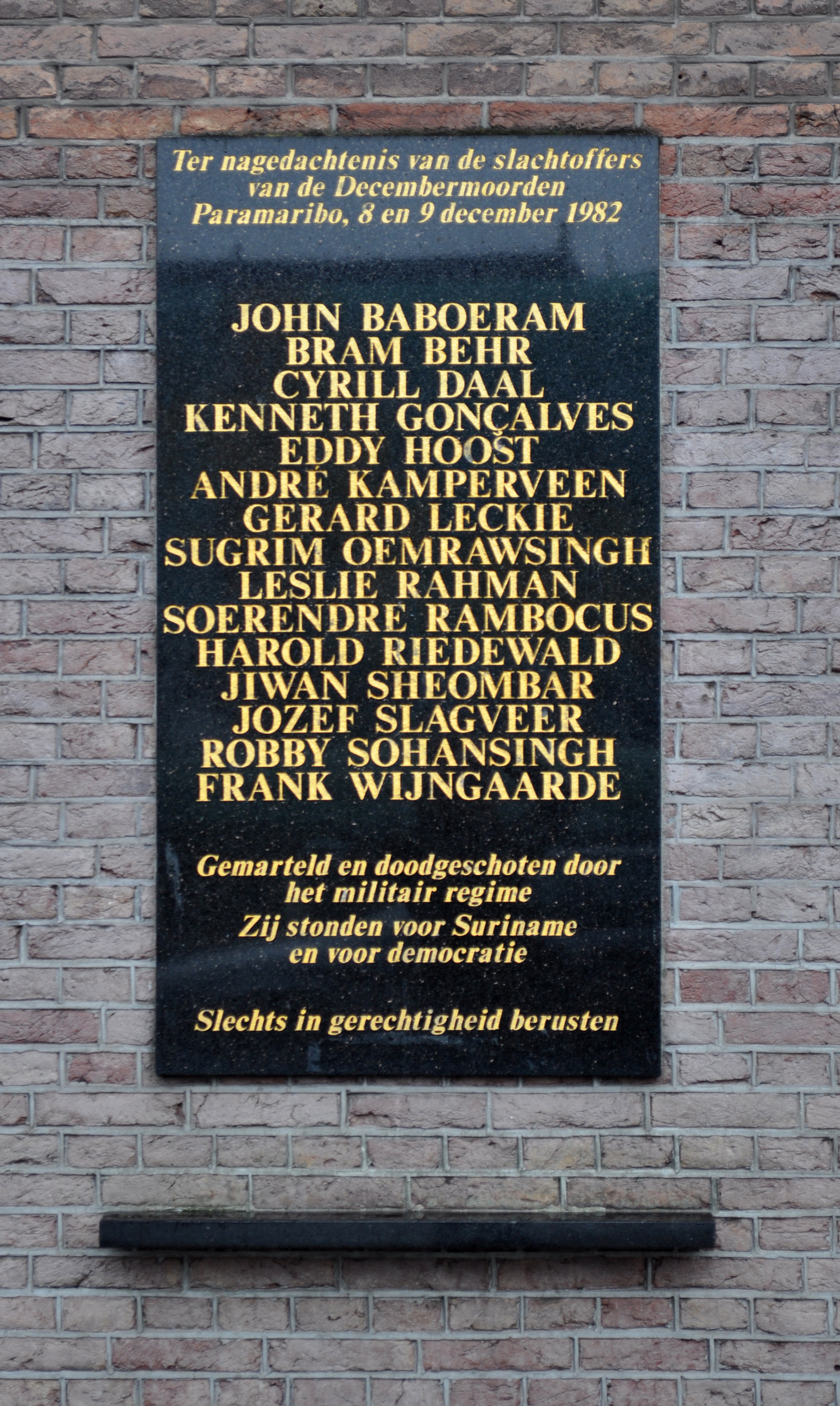
Herdenkingsplaquette in Amsterdam met de namen van de slachtoffers van de Decembermoorden

Sergeant Sheombar was samen met onder andere de officieren Soerinder Rambocus en Wilfred Hawker betrokken bij een tegencoup op 11 maart 1982 (Rambocuscoup). Deze actie mislukte waarna Wilfred Hawker door Roy Horb werd geëxecuteerd en andere betrokkenen van de tegencoup waaronder Sheombar werden opgesloten. Op 3 december van dat jaar werd Rambocus door de krijgsraad veroordeeld tot een gevangenisstraf van 12 jaar, terwijl Sheombar een straf kreeg van 8 jaar.
Op 7 december werd Sheombar door Jimmy Stolk, hoofd penitentiaire inrichting en lid van de krijgsraad, en twee leden van de militaire politie van de Santo Boma gevangenis overgebracht naar Fort Zeelandia. Diezelfde dag werd Rambocus vanuit de Memre Boekoe Kazerne ook naar Zeelandia overgebracht. In de vroege ochtend van 8 december werden 14 personen opgepakt en eveneens in het fort opgesloten. Onder die groep van 14 waren ook advocaten, zoals Eddy Hoost, die verdachten van de tegencoup van 11 maart hadden verdedigd. De 16 personen werd volgens officiële lezing verdacht van een nieuwe coup die later dat jaar zou plaatsvinden. Van de groep zouden vervolgens 15 personen op de vlucht zijn neergeschoten; Fred Derby was de enige overlevende van de groep.
Tijdens een interview in 2000 vertelde Derby dat er een soort tribunaal was bestaande uit Desi Bouterse, Paul Bhagwandas en soms ook Roy Horb. Van de 11 personen die in de cel zaten waarin Derby zat, werden Soerinder Rambocus, Jiwansingh Sheombar, Cyrill Daal, Jozef Slagveer en André Kamperveen als eersten naar boven gebracht, naar de kamer waar Bouterse zat. Over wat er daarna gebeurde zei Derby tijdens dat interview "En de mensen werden dus daar met huilen en schreeuwen en toestanden gebracht. En dat duurde niet zo lang. Daarna hoorde je dus schoten, repeterende schoten."
In het mortuarium bleek dat het stoffelijk overschot van Sheombar een gezwollen gezicht had. Zijn gezicht was zeer donker gekleurd door de vele bloeduitstortingen (hematomen) en hij had rechts een zware kaakverwonding. Voorts had hij een kogelschot vanaf de hals door het hoofd; een kogelwond in de schedel; en een kruisvormig patroon van schotwonden in de borst- en buikstreek.
Sheombar werd op 13 december 1982 begraven op de begraafplaats Sarwa Oedai te Paramaribo.
John Baboeram ·
Bram Behr ·
Cyrill Daal ·
Kenneth Gonçalves ·
Eddy Hoost ·
André Kamperveen ·
Gerard Leckie ·
Sugrim Oemrawsingh ·
Lesley Rahman ·
Soerinder Rambocus ·
Harold Riedewald ·
Jiwansingh Sheombar ·
Jozef Slagveer ·
Robby Sohansingh ·
Frank Wijngaarde